# Charadrius marginatus
El chorlitejo frentiblanco (Charadrius marginatus) es una especie de ave caradriforme de la familia Charadriidae propia del África subsahariana. Es un ave sedentaria que habita en las costas además de los lagos y ríos interiores. 

## Descripción
Los adultos miden entre 16–18 cm de largo. Tiene un plumaje más claro que otras especies similares. Los adultos en plumaje reproductivo tienen las partes superiores de color pardo medio, con el cuello y la frente blancos al igual que su rostro. Presenta una brida negra y también presenta una mancha negruzca en la parte frontal de su píleo. Sus partes inferiores pueden son blancas con algún matiz crema en el pecho. Puede presentar manchas canela o pardorrojizas a los lados del pecho. Su pico es negro y las patas son de color gris amarillento. 
Los adultos en plumaje no reproductivo son más grisáceos que los ejemplares en plumaje reproductor, y la mancha negra de su cabeza se vuelve parda. Los juveniles son similareas a los adultos no reproductivos, con las partes inferiores totalmente blancas y sin negro en la cabeza.

## Distribución y hábitat
Los chorlitejos frentiblancos suelen habitar en las playas arenosa. Ponen sus huevos directamente sobre la arena y pueden quedar enterrados. Los adultos acarrean agua a su nido empapando las plumas de su pecho. Se alimentan activamente cazando insectos, crustáceos y gusanos en la arena. Es un ave gregaria que forma bandadas, a menudo con otras limícolas.
Su llamada es un claror wiit, y su voz de alarma es un tukut.

## Taxonomía
Se reconocen las siguientes subespecies, que varían en la tonalidad de su cuello y pecho:

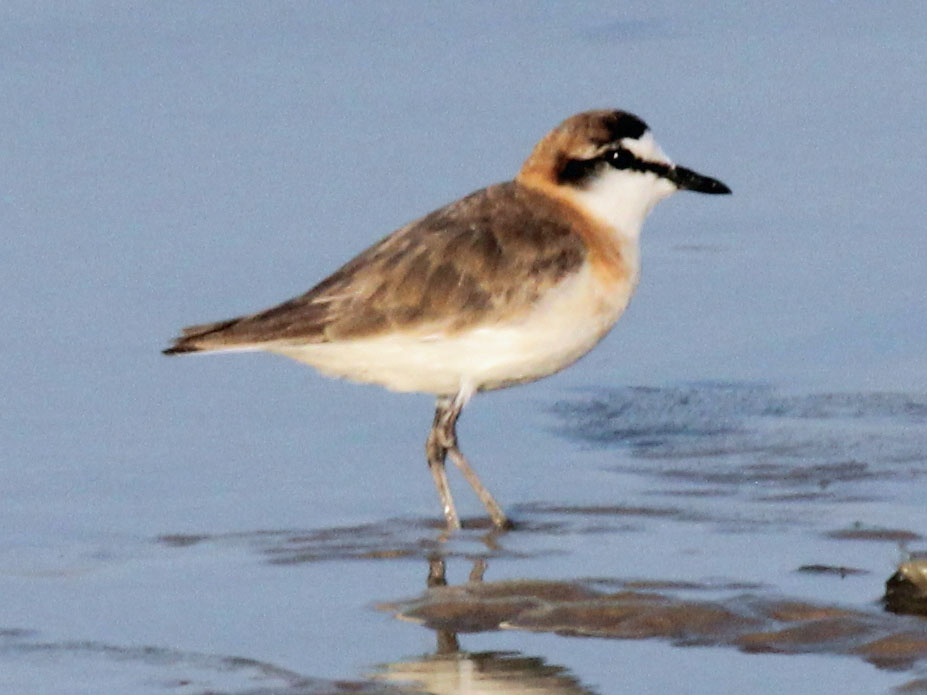
Ejemplar en Madagascar

- C. marginatus arenaceus (Clancey, 197)1 - sur de Mozambique hasta suroeste del Cabo.
- C. marginatus marginatus (Vieillot, 1818) - sur de Angola hasta el suroeste del Cabo.
- C. marginatus mechowi (Cabanis, 1884) - localizado en la región al sur del Sahara hasta Angola, Botsuana, Zimbabue y el norte de Mozambique.
- C. marginatus tenellus (Hartlaub, 1861) - Madagascar.[3]
- C. marginatus pons (no reconocida por todos los expertos)[4]